# Rupela albina
Rupela albina là một loài bướm đêm trong họ Crambidae.